# Mormaison
Mormaison è un comune francese soppresso e frazione del dipartimento della Vandea nella regione dei Paesi della Loira. Dal 1º gennaio 2016 si è fuso con i comuni di Saint-André-Treize-Voies e Saint-Sulpice-le-Verdon per formare il nuovo comune di Montréverd.

## Società

### Evoluzione demografica
Abitanti censiti